# Atlas kataloński

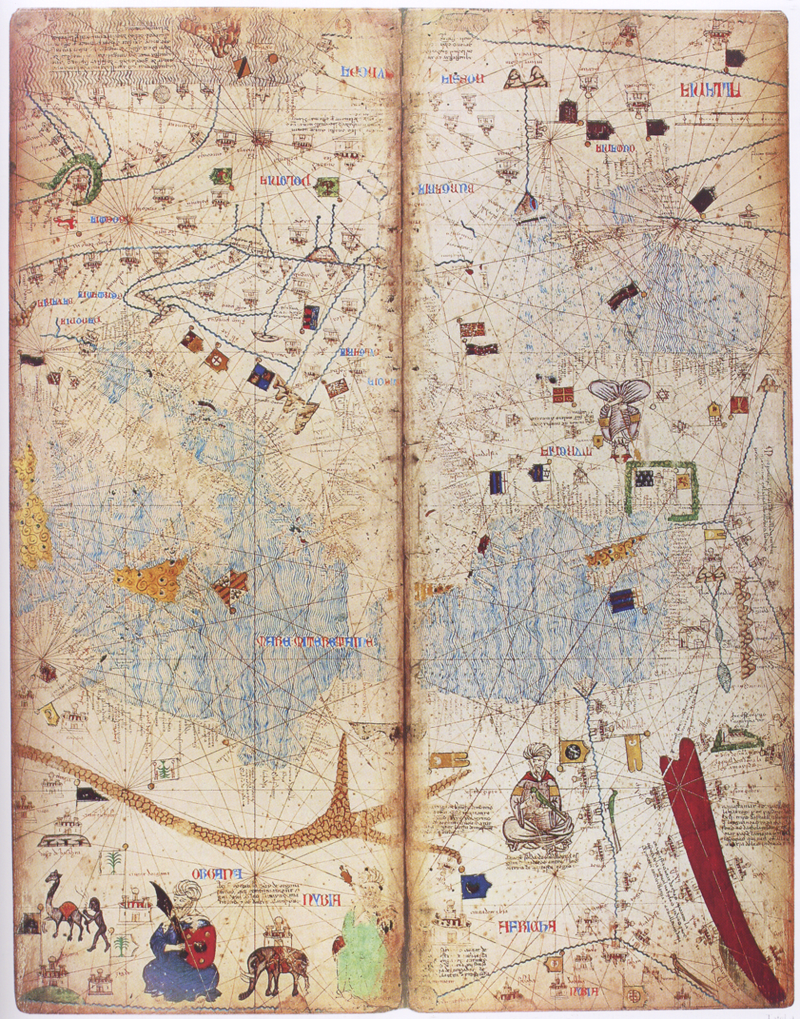
Atlas kataloński

Atlas kataloński (fr. Atlas catalan) – średniowieczny atlas świata powstały w XIV wieku, ok. 1375 roku. Autorstwo przypisuje się Abrahamowi Cresquesowi i jego synowi Jehudzie z Majorki. Ułożono go dla króla Piotra IV Aragońskiego.
Atlas kataloński to jeden z najwcześniejszych portolanów. Sporządzany został z uwzględnieniem danych zaczerpniętych z zapisków Marca Polo. Obecnie znajduje się w zbiorach Francuskiej Biblioteki Narodowej.

## Galeria

Reprodukcja pierwszej strony
Reprodukcja drugiej strony
8 stron oryginalnego atlasu katalońskiego